# Койвисто, Арто
Арто Койвисто (фин. Arto Koivisto; род. 7 декабря 1947, Исойоки, Вааса) — финский лыжник, чемпион зимних Олимпийских игр в Инсбруке. 

## Карьера
На Олимпийских играх 1976 года в Инсбруке, завоевал золотую медаль в эстафете и бронзовую медаль в гонке на 15 км, кроме того был 8-м в гонке на 30 км и 10-м в гонке на 50 км.
В 1976 году одержал победу в гонке на 15 км на Хольменколленском лыжном фестивале.